# 半人马座V842
半人马座V842（V842 Centauri）是一颗位于半人马座的新星，1986年爆发。爆发时最亮视星等为4.6。